# Axel Eurenius
Axel Gustaf Julius Eurenius, född 26 juli 1847 i Valstads socken, död 5 november 1927 i Råsunda, Solna socken, var en svensk matematiker och pedagog.
Axel Eurenius var son till Gustaf Eurenius. Efter mogenhetsexamen i Skara 1866 studerade han vid Uppsala universitet, blev filosofie kandidat och filosofie doktor 1872 samt docent i matematik 1873. Eurenius var lärare vid Tekniska elementarskolan i Norrköping 1874–1912 och samtidigt lektor i allmän mekanik, maskinlära och mekanisk teknologi 1877–1882 samt lektor i matematik och fysik från 1883. 1895–1912 var Eurenius Tekniska elementarskolans rektor. Eurenius kom att författa en mängd läroböcker i matematik och fysik, bland annat Trigonometri (1892, 5:e upplagan 1921), Differential- och integralkalkyl (1902, 6:e upplagan 1930) och Algebra (1890, 4:e upplagan 1919). Därutöver författade han några vetenskapliga avhandlingar. I Norrköping var Eurenius ledamot av stadsfullmäktige 1881–1912 och tillhörde stadens beredningsutskott samt flera styrelser och kommittéer, bland annat styrelsen för Norrköpings telefon AB. Under senare delen av livet var han bosatt i Råsunda.